# Movimento Me Too

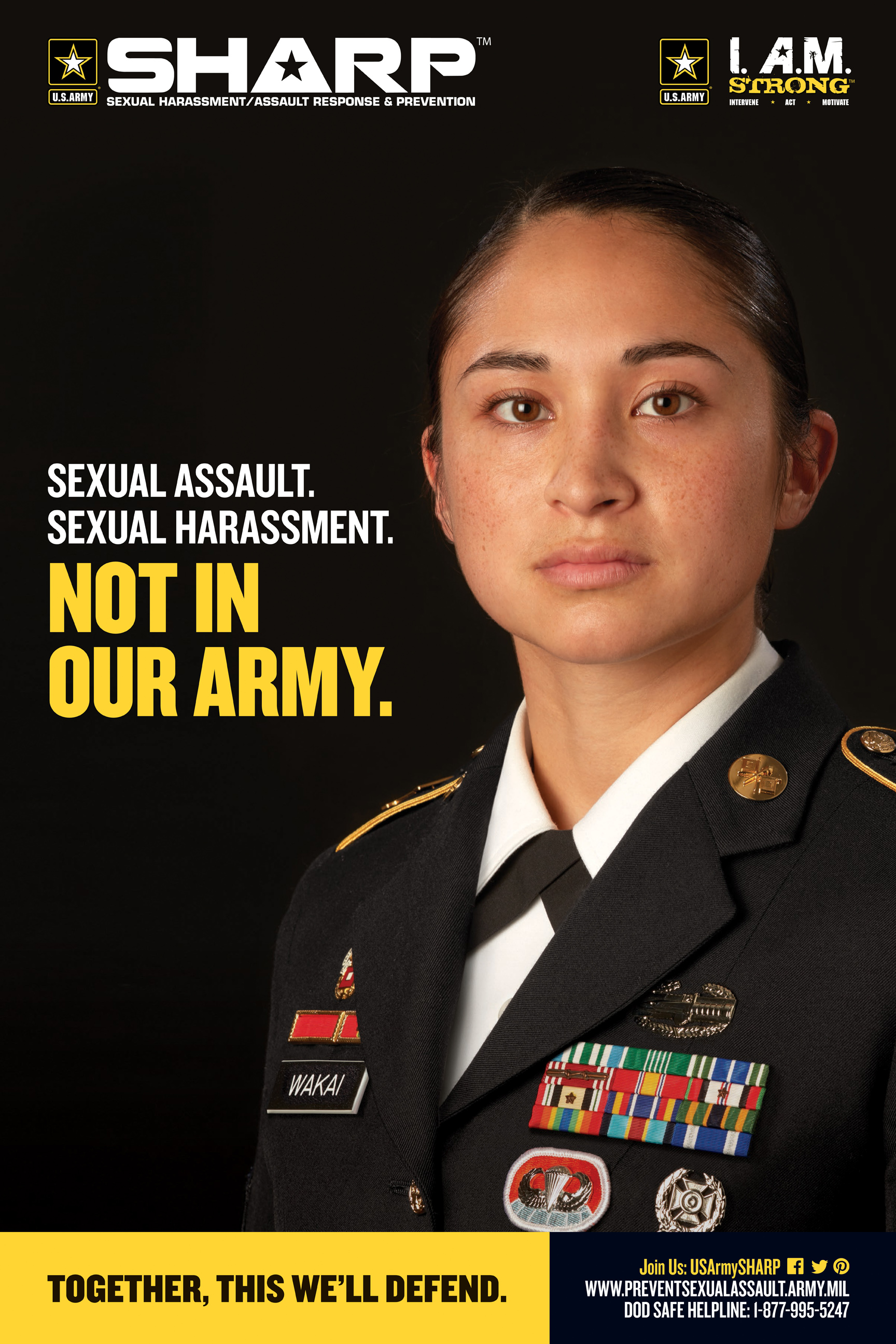
Pôster criado pelo exército dos Estados Unidos contra o assédio sexual

O movimento Me Too (ou movimento #MeToo), com uma grande variedade de nomes alternativos locais e internacionais, é um movimento contra o assédio sexual e a agressão sexual. O movimento começou a se espalhar viralmente em outubro de 2017 como uma hashtag nas mídias sociais, na tentativa de demonstrar a prevalência generalizada de agressão sexual e assédio, especialmente no local de trabalho. Este movimento levou às acusações de abuso sexual contra Harvey Weinstein. Tarana Burke, uma ativista social estadunidense e organizadora comunitária, começou a usar a frase "Eu também" ("Me too") em 2006 e a frase foi mais tarde popularizada pela atriz estadunidense Alyssa Milano, no Twitter em 2017. Milano encorajou as vítimas de assédio sexual a twittar sobre e "dar às pessoas uma noção da magnitude do problema". Uma série de mensagens de alto nível e respostas das celebridades estadunidenses Gwyneth Paltrow, Ashley Judd, Jennifer Lawrence e Uma Thurman, entre outras, logo a seguiram.